# Apicia demoleon
Apicia demoleon là một loài bướm đêm trong họ Geometridae.